# Newville (Pensilvania)
Newville es un borough ubicado en el condado de Cumberland en el estado estadounidense de Pensilvania. En el año 2000 tenía una población de 1,367 habitantes y una densidad poblacional de 1,190.8 personas por km².

## Geografía
Newville se encuentra ubicado en las coordenadas 40°10′11″N 77°24′7″O / 40.16972, -77.40194.

## Demografía
Según la Oficina del Censo en 2000 los ingresos medios por hogar en la localidad eran de $30,313 y los ingresos medios por familia eran $34,423. Los hombres tenían unos ingresos medios de $28,214 frente a los $21,875 para las mujeres. La renta per cápita para la localidad era de $17,922. Alrededor del 12.9% de la población estaba por debajo del umbral de pobreza.